# كريستين باول
كريستين باول (بالألمانية: Christine Paul)‏ (28 يناير 1965 - ) هي لاعبة كرة قدم ألمانية في مركز الدفاع. لعبت مع بايرن ميونخ للسيدات وFFC Wacker München ‏.

## وصلات خارجية
- كريستين باول على موقع الاتحاد الدولي (مؤرشف)  (الإنجليزية)
- كريستين باول على موقع عالم كرة القدم.نت (الإنجليزية)